# Taekwondo vid olympiska sommarspelen 2016
Taekwondo vid olympiska sommarspelen 2016 avgjordes mellan den 17 och 20 augusti på Carioca Arena 3 i Barra da Tijuca i Rio de Janeiro. Totalt tävlade runt 64 män och 64 kvinnor i åtta viktklasser.

## Medaljsammanfattning
| Damernas grenar    | Guld                      | Silver                            | Brons                           | Brons |
| 49 kg Detaljer...  | Kim So-hui Sydkorea       | Tijana Bogdanović Serbien         | Patimat Abakarova Azerbajdzjan  |       |
| 49 kg Detaljer...  | Kim So-hui Sydkorea       | Tijana Bogdanović Serbien         | Panipak Wongpattanakit Thailand |       |
| 57 kg Detaljer...  | Jade Jones Storbritannien | Eva Calvo Spanien                 | Kimia Alizadeh Iran             |       |
| 57 kg Detaljer...  | Jade Jones Storbritannien | Eva Calvo Spanien                 | Hedaya Malak Egypten            |       |
| 67 kg Detaljer...  | Oh Hye-ri Sydkorea        | Haby Niaré Frankrike              | Ruth Gbagbi Elfenbenskusten     |       |
| 67 kg Detaljer...  | Oh Hye-ri Sydkorea        | Haby Niaré Frankrike              | Nur Tatar Turkiet               |       |
| +67 kg Detaljer... | Zheng Shuyin Kina         | María del Rosario Espinoza Mexiko | Bianca Walkden Storbritannien   |       |
| +67 kg Detaljer... | Zheng Shuyin Kina         | María del Rosario Espinoza Mexiko | Jackie Galloway USA             |       |

| Herrarnas grenar   | Guld                                | Silver                         | Brons                               |
| 58 kg Detaljer...  | Zhao Shuai Kina                     | Tawin Hanprab Thailand         | Luisito Pie Dominikanska republiken |
| 58 kg Detaljer...  | Zhao Shuai Kina                     | Tawin Hanprab Thailand         | Kim Tae-hun Sydkorea                |
| 68 kg Detaljer...  | Ahmad Abughaush Jordanien           | Aleksej Denisenko Ryssland     | Lee Dae-hoon Sydkorea               |
| 68 kg Detaljer...  | Ahmad Abughaush Jordanien           | Aleksej Denisenko Ryssland     | Joel González Spanien               |
| 80 kg Detaljer...  | Cheick Sallah Cissé Elfenbenskusten | Lutalo Muhammad Storbritannien | Milad Beigi Azerbajdzjan            |
| 80 kg Detaljer...  | Cheick Sallah Cissé Elfenbenskusten | Lutalo Muhammad Storbritannien | Oussama Oueslati Tunisien           |
| +80 kg Detaljer... | Radik Isajev Azerbajdzjan           | Abdoul Issoufou Niger          | Maicon Siqueira Brasilien           |
| +80 kg Detaljer... | Radik Isajev Azerbajdzjan           | Abdoul Issoufou Niger          | Cha Dong-min Sydkorea               |

Denna tabell: visa • redigera

## Medaljtabell
| Pl.    | Nation                  | Guld | Silver | Brons | Totalt |
| ------ | ----------------------- | ---- | ------ | ----- | ------ |
| 1      | Sydkorea                | 2    | 0      | 3     | 5      |
| 2      | Kina                    | 2    | 0      | 0     | 2      |
| 3      | Storbritannien          | 1    | 1      | 1     | 3      |
| 4      | Azerbajdzjan            | 1    | 0      | 2     | 3      |
| 5      | Elfenbenskusten         | 1    | 0      | 1     | 2      |
| 6      | Jordanien               | 1    | 0      | 0     | 1      |
| 7      | Spanien                 | 0    | 1      | 1     | 2      |
| 7      | Thailand                | 0    | 1      | 1     | 2      |
| 9      | Frankrike               | 0    | 1      | 0     | 1      |
| 9      | Mexiko                  | 0    | 1      | 0     | 1      |
| 9      | Niger                   | 0    | 1      | 0     | 1      |
| 9      | Ryssland                | 0    | 1      | 0     | 1      |
| 9      | Serbien                 | 0    | 1      | 0     | 1      |
| 14     | Brasilien               | 0    | 0      | 1     | 1      |
| 14     | Dominikanska republiken | 0    | 0      | 1     | 1      |
| 14     | Egypten                 | 0    | 0      | 1     | 1      |
| 14     | Iran                    | 0    | 0      | 1     | 1      |
| 14     | Tunisien                | 0    | 0      | 1     | 1      |
| 14     | Turkiet                 | 0    | 0      | 1     | 1      |
| 14     | USA                     | 0    | 0      | 1     | 1      |
| Totalt | Totalt                  | 8    | 8      | 16    | 32     |